# Cereopsius copei
Cereopsius copei är en skalbaggsart som beskrevs av Hüdepohl 1993. Cereopsius copei ingår i släktet Cereopsius och familjen långhorningar.
Artens utbredningsområde är Filippinerna. Inga underarter finns listade i Catalogue of Life.